# 圭亚那宪法
《圭亚那合作共和国宪法法案》，简称《圭亚那宪法》（Constitution of Guyana
），是圭亚那合作共和国的最高法律文件。它于1980年10月6日生效，取代1966年圭亚那从英国独立时制定的宪法。现行的圭亚那宪法包含12章、232条，以及1个序言和1项誓言。自1980年颁布以来，圭亚那宪法经历多次修订。
这部宪法规定，圭亚那是一个不可分割的、世俗的、民主的主权国家，正处于从资本主义向社会主义过渡的转型过程中。